# Brittiska Formel Renault 2008
Brittiska Formel Renault 2008 vanns av Adam Christodoulou och det nya teamet CR Scuderia.

## Delsegrare
| Bana           | Vinnare            | Vinnare            |
| -------------- | ------------------ | ------------------ |
| Brands Hatch   | Riki Christodoulou | Adam Christodoulou |
| Rockingham     | Adam Christodoulou | Adam Christodoulou |
| Donington Park | Adriano Buzaid     | Dean Stoneman      |
| Thruxton       | Adam Christodoulou | Riki Christodoulou |
| Croft          | Adam Christodoulou | Alexander Sims     |
| Silverstone    | Adriano Buzaid     | Adriano Buzaid     |
| Snetterton     | James Calado       | Dean Stoneman      |
| Oulton Park    | Adam Christodoulou | Adam Christodoulou |
| Silverstone    | Alexander Sims     | Adriano Buzaid     |
| Brands Hatch   | Adriano Buzaid     | Dean Stoneman      |

## Slutställning
| Plats | Förare             | Poäng |
| ----- | ------------------ | ----- |
| 1     | Adam Christodoulou | 472   |
| 2     | Alexander Sims     | 449   |
| 3     | Adriano Buzaid     | 418   |
| 4     | Dean Stoneman      | 398   |
| 5     | Riki Christodoulou | 374   |
| 6     | Kris Loane         | 296   |